# Ichijō Akiyoshi
Ichijō Akiyoshi (一条 昭良 1605 – 1672?) fue un kuge (cortesano) que actuó de regente a comienzos de la era Edo. Fue hijo del Emperador Go-Yōzei e hijo adoptivo del regente Ichijō Uchimoto.

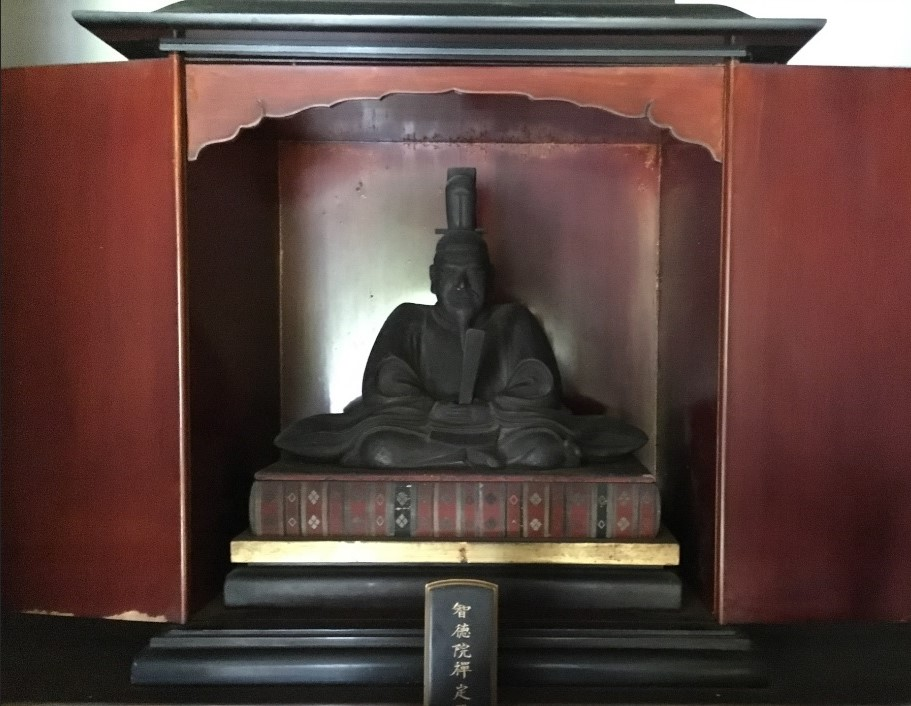
Estatua de madera de Ichijo Akiyoshi.

Ocupó la posición de kanpaku del Emperador Go-Mizunoo en 1629, sesshō de la Emperatriz Meishō entre 1629 y 1635, sesshō del Emperador Go-Kōmyō en 1647 y kanpaku del Emperador Go-Kōmyō entre 1647 y 1651.
Contrajo matrimonio con una hija de Oda Yorinaga, tuvo como hijos a Ichijō Akiyoshi e Ichijō Fuyumoto. Fuyumoto sería adoptado por la familia Daigo, una rama de la familia Ichijō.